# 폐쇄 이용자 그룹
폐쇄 이용자 그룹, 폐쇄 사용자 그룹(closed user group, CUG)은 이동통신망사업자가 그룹 내 소속된 멤버와 전화통화를 할 수 있는 구독자에게 제공하는 부가 서비스다. 이 서비스는 문자 서비스(SMS)에도 적용이 가능하다. 송장에 책임을 지는 관리적 소유자가 있다. CUG 멤버는 CUG 그룹 외의 망의 사람들과도 통화를 걸거나 받을 수 있으나, CUG 그룹 밖에서는 관리적 소유자에 의해 송장을 받을 수 없다.

## 기술적 참조
- 3GPP 22.085 Closed user group (CUG) supplementary services; Stage 1 [깨진 링크(과거 내용 찾기)]
- 3GPP 24.085 Closed user group (CUG) supplementary services; Stage 3 [깨진 링크(과거 내용 찾기)]